# Копачоаса (Мехединци)
Копачоаса (рум. Copăcioasa) насеље је у Румунији у округу Мехединци у општини Флорешти. Oпштина се налази на надморској висини од 217 m.

## Становништво
Према подацима из 2002. године у насељу је живело 446 становника, од којих су сви румунске националности.